# Hasenmühle (Weigenheim)
Hasenmühle (fränkisch: Hoosamiel) ist ein Gemeindeteil der Gemeinde Weigenheim im Landkreis Neustadt an der Aisch-Bad Windsheim (Mittelfranken, Bayern). Hasenmühle liegt in der Gemarkung Geckenheim.

## Lage
Die Einöde liegt auf freier Flur am Hammerstadelbach (im Unterlauf Holzbach genannt), einem rechten Zufluss der Gollach. Ein Anliegerweg führt 300 Meter nördlich zur Kreisstraße NEA 41, die westlich nach Gollhofen zur Staatsstraße 2419 bzw. östlich nach Geckenheim verläuft.

## Geschichte
Im Jahre 1690 wurde ein „Staffan Scheck, Haaßenmühler“ schriftlich erwähnt, was gleichzeitig die erste Erwähnung des Anwesens ist. Das Bestimmungswort des Ortsnamens ist der Familienname Haas, wohl der Name eines vorausgegangenen Besitzers. Hasenmühle lag im Fraischebzirk der schwarzenbergischen Herrschaft Hohenlandsberg.
Von 1797 bis 1808 unterstand Hasenmühle dem preußischen Justiz- und Kammeramt Uffenheim. 1806 kam der Ort an das Königreich Bayern. Mit dem Gemeindeedikt (frühes 19. Jahrhundert) wurde Hasenmühle dem Steuerdistrikt Bergtheim und der Ruralgemeinde Geckenheim zugewiesen. Am 1. Juli 1972 wurde Hasenmühle im Zuge der Gebietsreform in Bayern nach Weigenheim eingegliedert.

### Baudenkmäler
- Haus Nr. 1: Mühlengebäude[10]

### Einwohnerentwicklung
| Jahr      | 001818 | 001840 | 001861 | 001871 | 001885 | 001900 | 001925 | 001950 | 001961 | 001970 | 001987 |
| Einwohner | 4      | 7      | 8      | 5      | 3      | 5      | 3      | 4      | 5      | 6      | 5      |
| Häuser    | 1      | 1      |        |        | 1      | 1      | 1      | 1      | 1      |        | 1      |
| Quelle    | [ 7 ]  | [ 12 ] | [ 13 ] | [ 14 ] | [ 15 ] | [ 16 ] | [ 17 ] | [ 18 ] | [ 19 ] | [ 20 ] | [ 1 ]  |

## Religion
Der Ort ist evangelisch-lutherisch geprägt und nach St. Georg (Geckenheim) gepfarrt.